# Dom Basílio
Dom Basílio es un municipio brasileño del estado de Bahia. Su nombre es en homenaje al obispo católico don Fraire Basílio Manoel Olímpio Pereira, natural de la región.

## Historia
Su poblamiento tuvo inicio en 1715 con la llegada de exploradores paulistas en su búsqueda de oro. En 1926 fue creado el distrito con el nombre de Curralinho, mudado a Ibirocaim en 1943 y a Don Basílio en 1963. El municipio está al lado de Livramento de Nuestra Señora, Don Basílio y Livramento, son los mayores productores de Mango y Maracujá del país, la ciudad fue emancipada el 7 de abril de 1962.

## Geografía
Su población estimada en 2007 era de 12.130 habitantes, en 2010, este número creció a 12.992 habitantes. Localizado en la región centro-sur de Bahía, específicamente en la parte más al sur de la Chapada Diamantina, está localizado a los pies de la Sierra de Río de Contas.

## Economía
Con un PIB de cerca de 50 millones de reales y una economía fuertemente ligada al sector primario, Don Basílio es uno de los más importantes centros productores de frutas del país, juntamente con Livramento de Nuestra Señora, ciudad vecina (22 km) son consideradas los mayores productoras de mango (21 mil toneladas) y maracuja (19 mil toneladas).
Conforme registros de la JUCEB, posee 2 industrias, ocupando el 143.er lugar en la posición general del estado de Bahía, y además posee 107 establecimientos comerciales.

## Sumário
- Fecha del patrono: 24 de junio San Juan
- Electorado: 7.902
- Región: Sierra Geral (Bahia)